# Илирске провинције
Илирске провинције (фр. Les Provinces illyriennes) су биле административне јединице Француског царства, које су постојале у периоду од 1809. до 1814. године. Установљене су у време склапања Шенбрунског мира, којим је Аустријско царство у корист Француза изгубило западну Корушку, Крањску, Горицу и Градишку, Трст, унутрашњу Истру, део Хрватске и Војне крајине. Све те области су заједно са приморском Истром и Далмацијом спојене у јединствену административну област, која је добила назив: Илирске провинције. Француска власт је на том простору опстала све до краја 1813. односно почетка 1814. године, након чега су све поменуте области враћене у састав Аустријског царства.

## Спроведене реформе
Доба Илирских провинција је било и доба културног напретка Словена, који су до тад били под Аустријом. Французи су спровели следеће реформе:
- на челу провинција се налазио гувернер (Француз);
- управне јединице су биле провинције;
- установљене су општине и именовани су жупани;
- уведена је једнакост пред законом;
- отправљене су привилегије племства у судству и управи;
- отправљени су обртнички цехови и уведена слободна привреда;
- отправљена је аустријска управа и дежелни станови;
- племство је изгубило управну пристојност;
- вишу управу су од државе преузели именовани и плаћени управници;
- уведене су четвороразредне школе и гимназије;
- на кратко време је установљен Универзитет (пет факултета — Филозофски, Медицински, Правни, Технички и Теолошки);
- реформа судства — суд у свакој провинцији (трибунал);
- отправа црквених братовштина и забрана процесија;
- уведен је револуционарни календар;
- уведене су цивилне свадбе.

Након Наполеоновог пораза код Ватерлоа 1815. године, Словени у Илирским провинцијама су потпали под аустријску власт. Званично су укинуте 1849. године.

## Историја
Французи су након потписивања Пожунског мира — 1805. заузели Млетачку републику и све њене прекоморске поседе Истру, Далмацију са Боком которском (формално посед од 1805, али стварно тек након повлачења руске војске 1807) и територије Дубровачке републике, коју је француска војска окупирала 1806, и прикључила Далмацији након укидања Републике 1808. Далмација и Дубровачка република су до 1808. формално биле Краљевине Италије, а кад су основане Илирске провинције прикључене њима, последњи територија прикључен покрајинама био је источни Тирола са градом Линцом 1810.
Наполеон је Илирске провинције основао из стратешких и економских разлога, да свом великом непријатељу Аустрији одреже приступ мору и успостави копнену границу са потенцијалним савезником Османским царством. Французи су рачунали да ће након тога моћи војно и економски контролисати обе обале Јадранског мора, с друге стране Илирске провинције, требале су бити штит према Италији, која је за Наполеона имала велик стратешки значај, као брана према француској југоисточној граници и брана преко алпских прелаза.
Илирске провинције су формално биле аутономна покрајина Француског царства, али су у реалности биле врло централистички вођене из министарстава у Паризу. Главни град покрајине била је Љубљана, седиште генералног гувернера, Француска администрација, увела је на целокупном територију Илирских провинција — тадашње револуционарно грађанско право — Наполеонов законик, по којем су грађани по први пут били макар формално пред законом једнаки. Први Генерални гувернер покрајине од 8. октобра 1809. био је способни маршал Мармон, који је управљао покрајинама до јануара 1811. Он је за своје кратке управе изградио пуно путева, из стратешких разлога (Венеција их управо из истих разлога није изградила), — најзначајнија од њих је први пут у Далмацији која је повезивао Задар са Котором.
У складу са новим границама, реорганизована је и црквена управа, Илирске провинције подељене су на две надбискупије Љубљанску и Задарску, са бискупијама у Горици, Копру, Шибенику, Сплиту и Дубровнику.
Британска морнарица је након склапања Тилзитског мира између Француског царства и Царске Русије у јулу 1807. извршила поморску блокаду Јадранског мора и потпуно прекинула поморски саобраћај по јадранским лукама, покушај удружене француско — венецијанске флоте да разбије блокаду и заузме острво Вис, је пропао након поморске битке код Паклених отока 13. марта 1811.
У августу 1813. године, Аустријско царство је напустило политику неутралности, придруживши се Рату шесте коалиције против Француског царства. Аустријске трупе су под заповедништвом искусних генерала Кристофа Латермана и Фрање Томашића извршиле успешан продор према француским Илирским провинцијама. Латерман је наступао према северним областима, док је Томашић продро у Далмацију. Већ у септембру 1813. године Латерман је именован за привременог цивилног и војног гувернера Илирије, новостворене аустријске територије под привременим режимом управе.
Током аустријске офанзиве, Трст је заузет 29. октобра, а Задар 6. децембра, након дуге опсаде од 34 дана. Аустријској војсци су током наступања знатно помогле домаће јединице које су напустиле Французе и прешле на аустријску страну. У областима око Дубровника и Котора избили су устанци против француске власти. Устанак у области Боке которске помогле су и црногорске снаге. Француски гарнизон у Котору предао се 3. јануара 1814. године. За то време, дубровачки прваци су покушали да обнове своју републику, али у томе нису успели због противљења Аустрије. Француски гарнизон у Дубровнику предао се 27. јануара, чиме је фактички означен крај Илирских покрајина, а француске границе су Париским миром од 30. маја 1814. године и формално сведене у старе оквире из 1792. године. Бокељи и Црногорци су под својом влашћу задржали већи део Боке которске све до 11. јуна 1814. године, кад су под притиском великих сила морали препустити читаву област Аустрији. Британска морнарица повукла се са Виса и Корчуле у јулу 1815. године након коначног Наполеоновог слома после битке код Ватерлоа.
Након свих тих догађаја Бечки конгрес је 1815. године потврдио аустријску власт над свим територијама које су припадале бившим француским Илирским провинцијама. На северном делу тог подручја установљена је 1816. године аустријска Краљевина Илирија.

### Генерални гувернери
- Огист Мармон (1809—1811)
- Анри Гратијен Бертран (1811—1812)
- Жан Андохе Жино (1812-1813)
- Жозеф Фуше (1813-1814)

## Територијално-административна подела
Илирске провинције су од 1809. до 1811. биле административно подељене на 11 интендатура.
| Назив         | Главни град |
| ------------- | ----------- |
| Постојна      | Постојна    |
| Бока которска | Котор       |
| Хрватска      | Карловац    |
| Далмација     | Задар       |
| Ријека        | Ријека      |
| Горица        | Горица      |
| Љубљана       | Љубљана)    |
| Ново Место    | Ново Место  |
| Дубровник     | Дубровник   |
| Трст          | Трст        |
| Филах         | Филах       |

а након реформе управе Наполеоновим декретом од 15. априла 1811. на седам провинција, које је требало да личе по свему на француске департмане:
| Назив            | Главни град               | Округ                                                |  |
| ---------------- | ------------------------- | ---------------------------------------------------- |  |
| Корушка          | Филах                     | Филах, Линц                                          |  |
| Крањска          | Љубљана                   | Постојна, Крањ, Ново Место                           |  |
| Цивилна Хрватска | Карловац                  | Ријека, Мали Лошињ (Главни град од 16. јануара 1812) |  |
| Војна Хрватска   | Сењ                       |                                                      |  |
| Истра            | Трст                      | Трст, Горица, Копер, Ровињ                           |  |
| Далмација        | Задар                     | Сплит, Хвар, Шибеник, Макарска                       |  |
| Дубровник        | Дубровник, Котор, Корчула |                                                      |  |

Војна Хрватска била је подељена на пуковније: Личку (штаб у Госпићу), Оточачку, Огулинску, Слуњску, Глинску и Петрињску које су после носиле назив 1. и 2. банске.
Војна Хрватска, је остала као реликт бивше Војне крајине, на њеном челу био је виши официр — војни интендант са седиштем у Карловцу, уз којег је постојала централна дирекција као комесаријат за административне, а нарочито за финансијске послове. Војни интендант био је директно потчињен гувернеру. У Карловцу је био штаб војске за Хрватску, и од лета 1811 официрска школа на француском језику.
Декретом од 12. фебруара 1810. Илирске покрајине су подељене у две дивизије са седиштем у Љубљани и Задру, свака под командом дивизијскога генерала.

### Становништво
Илирске провинције су 1811. имале укупно 1.504.258 становника, од тога 460 116 Интендатура Љубљана, 381 000 Интендатура Карловац, 357 857 Интендатура Трст и 305 285 Интендатура Задар. Французи су својим декретом о једнакости свих грађана коначно ослободили Јевреје, хабсбуршког закона који им је забрањивао да се могу насељавати у Крањској.
У складу са својим револуционарним уверењем да доносе слободу народима, Француска управа је заиста увела пуно револуционарних новина, забранила је рад неким редовима и одузела им поседе, а земљу подијелила сељацима који су је дотад обрађивали. Укинула све привилегије племства и увела једнакост пред законом. Забранила црквене процесије, бројне братовштине и цехове и увела једнакост (укинула пореске олакшице и ослобођење од пореза) и слободу у привреди. Изградила је пуно школа, и увела четверогодишње основно и четверогодишње гимназијско школовање, у Илирским провинцијама је укупно радило 25 гимназија и једно време од 1810. до 1813. универзитет са пет факултета; филозофским, медицинским, правним, техничким и теолошким. Запослила је пуно месног становништва у управи, и оно што је најважније по први пута употребила народни језик у службеним пословима. Прве новине на хрватском језику Il Regio Dalmata — Kraglski Dalmatin штампане су још 12. јула 1806. за време док је још Далмација службено била део Краљевине Италије. Оне су излазиле сваке суботе до 1910. Слична је пракса била и по словеначком делу покрајина, у Љубљани су излазиле службене новине Le Télégraphe officiel на француском, немачком, италијанском и словеначком. Словеначки песник и један од твораца језика Валентин Водник написао је прве уџбенике на словеначком за основне школе.
Иако је живот Илирских покрајина био кратак, утицао је на националне покрете међу јужнословенским народима. На основу тог се у Хрватској распламсао Илирски покрет, а у Словенији национални покрет за афирмацију народног језика.